# Miňovce
Miňovce es un municipio del distrito de Stropkov en la región de Prešov, Eslovaquia, con una población estimada a final del año 2024 de 338 habitantes.
Se encuentra ubicado al noreste de la región, cerca del río Ondava (cuenca hidrográfica del río Tisza) y de la frontera con  Polonia.

## Demografía
| Año        | 1994 | 2004 | 2014    | 2024    |
| ---------- | ---- | ---- | ------- | ------- |
| Población  | 348  | 348  | 329     | 338     |
| Diferencia |      | +0 % | −5,45 % | +2,73 % |

| Año        | 2023 | 2024    |
| ---------- | ---- | ------- |
| Población  | 339  | 338     |
| Diferencia |      | −0,29 % |